# Kaplica Krzyża Świętego (Licheń Stary)
Kaplica Krzyża Świętego – jedna z kaplic sanktuarium Matki Bożej Licheńskiej, położona w dolnej części bazyliki Matki Bożej Częstochowskiej w Licheniu Starym. Wejście do niej prowadzi od strony Golgoty. W ołtarzu głównym umieszczono krucyfiks . Konsekracja kaplicy miała miejsce w roku 1970 . W ołtarzach bocznych znajdują się dwa obrazy autorstwa Olgi Bajkowskiej: Pieta oraz Powstanie Warszawskie .
Z krucyfiksem w ołtarzu kaplicy związana jest legenda, sięgająca czasów II wojny światowej. W kościele św. Doroty hitlerowcy zorganizowali szkołę dla chłopców z obozu Hitlerjugend. Szczególną bezwzględnością wyróżniała się wychowawczyni Berta Bauer. W lipcu 1944 roku, chcąc udowodnić swoim podopiecznym, że Bóg nie istnieje, zgromadziła ich przed kaplicą cmentarną i oddała strzał do umieszczonego nad wejściem krzyża, szydząc z wiary. Tego samego dnia zginęła podczas ostrzału .
Legenda o Bercie Bauer jest przykładem głęboko zakorzenionego w polskiej tradycji zjawiska łączenia religijności z patriotyzmem. Kościół katolicki, zwłaszcza w okresach zagrożenia narodowego, odgrywał istotną rolę w podtrzymywaniu tożsamości i oporu duchowego, szczególnie w regionach poddanych germanizacji. W tym kontekście sanktuaria maryjne stawały się miejscami symbolicznej obrony polskości. Jednocześnie legenda ta odzwierciedla ludowe przekonanie, że profanacja rzeczy świętych sprowadza karę na sprawcę, odwzorowując wyrządzoną krzywdę. Tego rodzaju opowieści, typowe dla myślenia magicznego, opierają się na zasadzie symetrii – zło powraca w takiej samej postaci. W tym duchu historia Berty Bauer głosi, że zginęła od kul, które ugodziły ją w te same miejsca, w które wcześniej strzelała do krucyfiksu.
Uszkodzony krucyfiks, z widocznymi śladami po kulach, został po wojnie przeniesiony do sanktuarium licheńskiego i umieszczony w ołtarzu kaplicy, gdzie otaczany jest czcią pielgrzymów . W ramach zadośćuczynienia za świętokradztwo popełnione przez Bertę Bauer w Licheniu Starym wzniesiono Golgotę – monumentalną budowlę złożoną z grot, kapliczek, figur, płaskorzeźb oraz labiryntu przejść. Dominującymi elementami założenia są krzyż oraz figury Matki Bożej i św. Jana .